# Eerste klasse 1992-93 (voetbal België)
Het seizoen 1992/93 van de Belgische Eerste Klasse ging van start in de zomer van 1992 en eindigde in de lente van 1993. RSC Anderlecht werd landskampioen.

## Gepromoveerde teams
Deze teams waren gepromoveerd uit de Tweede Klasse voor de start van het seizoen:
- KFC Lommel SK (kampioen in Tweede)
- K. Boom FC (eindrondewinnaar)

## Degraderende teams
Deze teams degradeerden naar Tweede Klasse op het eind van het seizoen:
- KSC Lokeren
- K. Boom FC

## Titelstrijd
Anderlecht werd landskampioen met een ruime voorsprong van 13 punten op de tweede, Standard Luik.

## Europese strijd
Anderlecht was als landskampioen geplaatst voor de Champions League-voorrondes van het volgend seizoen. Standard dat als tweede aanspraak kon maken op een Europees ticket had echter de finale van de Belgische Beker gewonnen en verdiende daardoor een plaats in de Beker voor Bekerwinnaars. Daarnaast plaatsten de nummer drie, vier en vijf, respectievelijk KV Mechelen, KSV Waregem en Antwerp FC, zich voor de UEFA Cup.

## Degradatiestrijd
KSC Lokeren en Boom FC en Lommel eindigden in de degradatiezone. Lokeren en Boom werden voorlaatste en laatste en degradeerde, Lommel kon zich redden.

## Eindstand
|         |    |                    | P  | W  | G  | V  | +  | -  | DS  | Ptn |
| ------- | -- | ------------------ | -- | -- | -- | -- | -- | -- | --- | --- |
| K (CL)  | 1  | RSC Anderlecht     | 34 | 26 | 6  | 2  | 80 | 24 | 56  | 58  |
| (beker) | 2  | Standard           | 34 | 18 | 9  | 7  | 69 | 43 | 26  | 45  |
| (UEFA)  | 3  | KV Mechelen        | 34 | 18 | 6  | 10 | 53 | 33 | 20  | 42  |
| (UEFA)  | 4  | KSV Waregem        | 34 | 17 | 8  | 9  | 78 | 45 | 33  | 42  |
| (UEFA)  | 5  | Antwerp FC         | 34 | 17 | 7  | 10 | 61 | 42 | 19  | 41  |
|         | 6  | Club Brugge        | 34 | 16 | 8  | 10 | 49 | 32 | 17  | 40  |
|         | 7  | Sporting Charleroi | 34 | 16 | 8  | 10 | 58 | 46 | 12  | 40  |
|         | 8  | KSK Beveren        | 34 | 15 | 7  | 12 | 47 | 42 | 5   | 37  |
|         | 9  | KAA Gent           | 34 | 12 | 10 | 12 | 51 | 51 | 0   | 34  |
|         | 10 | Lierse SK          | 34 | 12 | 7  | 15 | 41 | 51 | −10 | 31  |
|         | 11 | RWDM               | 34 | 10 | 11 | 13 | 39 | 45 | −6  | 31  |
|         | 12 | Club Liégeois      | 34 | 10 | 8  | 16 | 48 | 71 | −23 | 28  |
|         | 13 | Cercle Brugge      | 34 | 9  | 10 | 15 | 65 | 73 | −8  | 28  |
|         | 14 | Germinal Ekeren    | 34 | 10 | 7  | 17 | 57 | 67 | −10 | 27  |
|         | 15 | KRC Genk           | 34 | 8  | 11 | 15 | 37 | 50 | −13 | 27  |
|         | 16 | Lommel             | 34 | 9  | 4  | 21 | 42 | 79 | −37 | 22  |
| D       | 17 | KSC Lokeren        | 34 | 4  | 12 | 18 | 32 | 58 | −26 | 20  |
| D       | 18 | Boom FC            | 34 | 6  | 7  | 21 | 40 | 95 | −55 | 19  |

P: wedstrijden gespeeld, W: wedstrijden gewonnen, G: gelijke spelen, V: wedstrijden verloren, +: gescoorde doelpunten, -: doelpunten tegen, DS: doelsaldo, Ptn: totaal punten
K: kampioen, D: degradeert, (beker): bekerwinnaar, (CL): geplaatst voor Champions League, (UEFA): geplaatst voor UEFA-beker

## Topscorers
De Kroaat Josip Weber van Cercle Brugge werd voor het tweede seizoen op rij topschutter. Hij scoorde 30 keer.
1895/96 · 1896/97 · 1897/98 · 1898/99 · 1899/00 · 1900/01 · 1901/02 · 1902/03 · 1903/04 · 1904/05 · 1905/06 · 1906/07 · 1907/08 · 1908/09 · 1909/10 · 1910/11 · 1911/12 · 1912/13 · 1913/14 · 1914/15 · 1915/16 · 1916/17 · 1917/18 · 1918/19 · 
1919/20 · 1920/21 · 1921/22 · 1922/23 · 1923/24 · 1924/25 · 1925/26 · 1926/27 · 1927/28 · 1928/29 · 1929/30 · 1930/31 · 1931/32 · 1932/33 · 1933/34 · 1934/35 · 1935/36 · 1936/37 · 1937/38 · 1938/39 · 1939/40 · 1940/41 · 1941/42 · 1942/43 · 1943/44 · 1944/45 · 1945/46 · 1946/47 · 1947/48 · 1948/49 · 1949/50 · 1950/51 · 1951/52 · 1952/53 · 1953/54 · 1954/55 · 1955/56 · 1956/57 · 1957/58 · 1958/59 · 1959/60 · 1960/61 · 1961/62 · 1962/63 · 1963/64 · 1964/65 · 1965/66 · 1966/67 · 1967/68 · 1968/69 · 1969/70 · 1970/71 · 1971/72 · 1972/73 · 1973/74 · 1974/75 · 1975/76 · 1976/77 · 1977/78 · 1978/79 · 1979/80 · 1980/81 · 1981/82 · 1982/83 · 1983/84 · 1984/85 · 1985/86 · 1986/87 · 1987/88 · 1988/89 · 1989/90 · 1990/91 · 1991/92 · 1992/93 · 1993/94 · 1994/95 · 1995/96 · 1996/97 · 1997/98 · 1998/99 · 1999/00 · 2000/01 · 2001/02 · 2002/03 · 2003/04 · 2004/05 · 2005/06 · 2006/07 · 2007/08 · 2008/09 · 2009/10 · 2010/11 · 2011/12 · 2012/13 · 2013/14 · 2014/15 · 2015/16 · 2016/17 · 2017/18 · 2018/19 · 2019/20 · 2020/21· 2021/22 · 2022/23 · 2023/24 · 2024/25